# Paisiy Peak
Paisiy Peak (in lingua bulgara: връх Паісій, vrach Paisij) è un picco alto circa 550 m, situato nel Delchev Ridge, nei Monti Tangra, nell'Isola Livingston, delle Isole Shetland Meridionali, in Antartide. Il picco si eleva al di sopra del Sopot Ice Piedmont a nord e a est.
La denominazione è stata assegnata in onore di san Paisij di Hilendar (1722–73), importante figura di religioso e storico che diede un importante contributo al Risveglio nazionale in Bulgaria. Il suo libro Istorija slavjanobolgarskaja, è considerato il testo fondamentale per la storiografia della moderna identità bulgara.

## Localizzazione
Il picco è posizionato alle coordinate 62°37′31.3″S 59°53′49.5″W, 600 m a nord del fianco occidentale dell'Elena Peak, 5,03 km a ovest-sudovest del Renier Point, 3,97 km a est della parte meridionale del Rila Point (mappatura bulgara del 2005 e 2009).

## Mappe
- L.L. Ivanov et al. Antarctica: Livingston Island and Greenwich Island, South Shetland Islands. Scale 1:100000 topographic map. Sofia: Antarctic Place-names Commission of Bulgaria, 2005.
- L.L. Ivanov. Antarctica: Livingston Island and Greenwich, Robert, Snow and Smith Islands. Scale 1:120000 topographic map.  Troyan: Manfred Wörner Foundation, 2009.  ISBN 978-954-92032-6-4
- L.L. Ivanov. Antarctica: Livingston Island and Smith Island. Scale 1:100000 topographic map. Manfred Wörner Foundation, 2017. ISBN 978-619-90008-3-0